# Nintendo DSi
Nintendo DSi  là một máy chơi trò chơi cầm tay hai màn hình do Nintendo phát hành. Máy chơi trò chơi này ra mắt tại Nhật Bản vào ngày 1 tháng 11 năm 2008 và trên toàn thế giới vào tháng 4 năm 2009. Đây là phiên bản lặp lại thứ ba của Nintendo DS và đối thủ chính của máy là PlayStation Portable (PSP) của Sony. Phiên bản thứ tư, mang tên Nintendo DSi XL, là một phiên bản lớn hơn, đã ra mắt tại Nhật Bản vào ngày 21 tháng 11 năm 2009 và trên toàn thế giới bắt đầu vào tháng 3 năm 2010. Qú trình phát triển của DSi bắt đầu vào cuối năm 2006 và thiết bị cầm tay này đã được công bố trong một hội nghị Nintendo tháng 10 năm 2008 ở Tokyo. Nhu cầu của người tiêu dùng đã thuyết phục Nintendo sản xuất một thiết bị cầm tay mỏng hơn với màn hình lớn hơn DS Lite. Do đó, Nintendo đã loại bỏ khe cắm băng Game Boy Advance (GBA) để cải thiện tính di động mà không ảnh hưởng đến độ bền.
Mặc dù thiết kế của DSi tương tự như DS Lite, nhưng máy có hai máy ảnh kỹ thuật số, hỗ trợ lưu trữ nội dung bên trong và bên ngoài, kết nối với một cửa hàng trực tuyến có tên Nintendo DSi Shop. Nintendo nhấn mạnh việc các gia đình thường chia sẻ máy DS và DS Lite. Chức năng mới này nhằm tạo điều kiện cho việc cá nhân hóa, để khuyến khích mỗi thành viên trong gia đình mua DSi. Thiết bị cầm tay hỗ trợ phương tiện vật lý độc quyền, ngoài các trò chơi DS với các tính năng dành riêng cho DSi và các tựa trò chơi DS tiêu chuẩn. Ngoại lệ duy nhất cho khả năng tương thích ngược của máy là các trò chơi DS yêu cầu khe GBA. Nintendo đã bán được hơn 41 triệu máy DSi và DSi XL cộng lại. Hệ máy kế tục sau đó cũng rất thành công là Nintendo 3DS.
Đánh giá về Nintendo DSi nhìn chung là tích cực; Mặc dù IGN và bit-tech phàn nàn về việc thiếu phần mềm độc quyền và loại bỏ khe cắm GBA, nhưng chức năng được thêm vào khiến nhiều nhà báo giới thiệu máy cho những người chưa từng mua DS. Nhiều nhà phê bình đã thất vọng với độ phân giải hạn chế của máy ảnh trên DSi, mặc dù Ars Technica và GameSpot đồng ý rằng chúng phù hợp với màn hình của thiết bị cầm tay. CNET và PCWorld coi DSi Shop là ưu đãi mua hàng quan trọng nhất đối với các chủ sở hữu DS hiện tại. Một số nhà phê bình tin rằng DSi XL không phải là một bản nâng cấp thiết yếu. GamePro và Wired UK, mặt khác, ca ngợi màn hình lớn hơn của DSi XL vì đã cải thiện trải nghiệm chơi trò chơi và làm sống lại các trò chơi DS cũ hơn.

## Quá trình phát triển

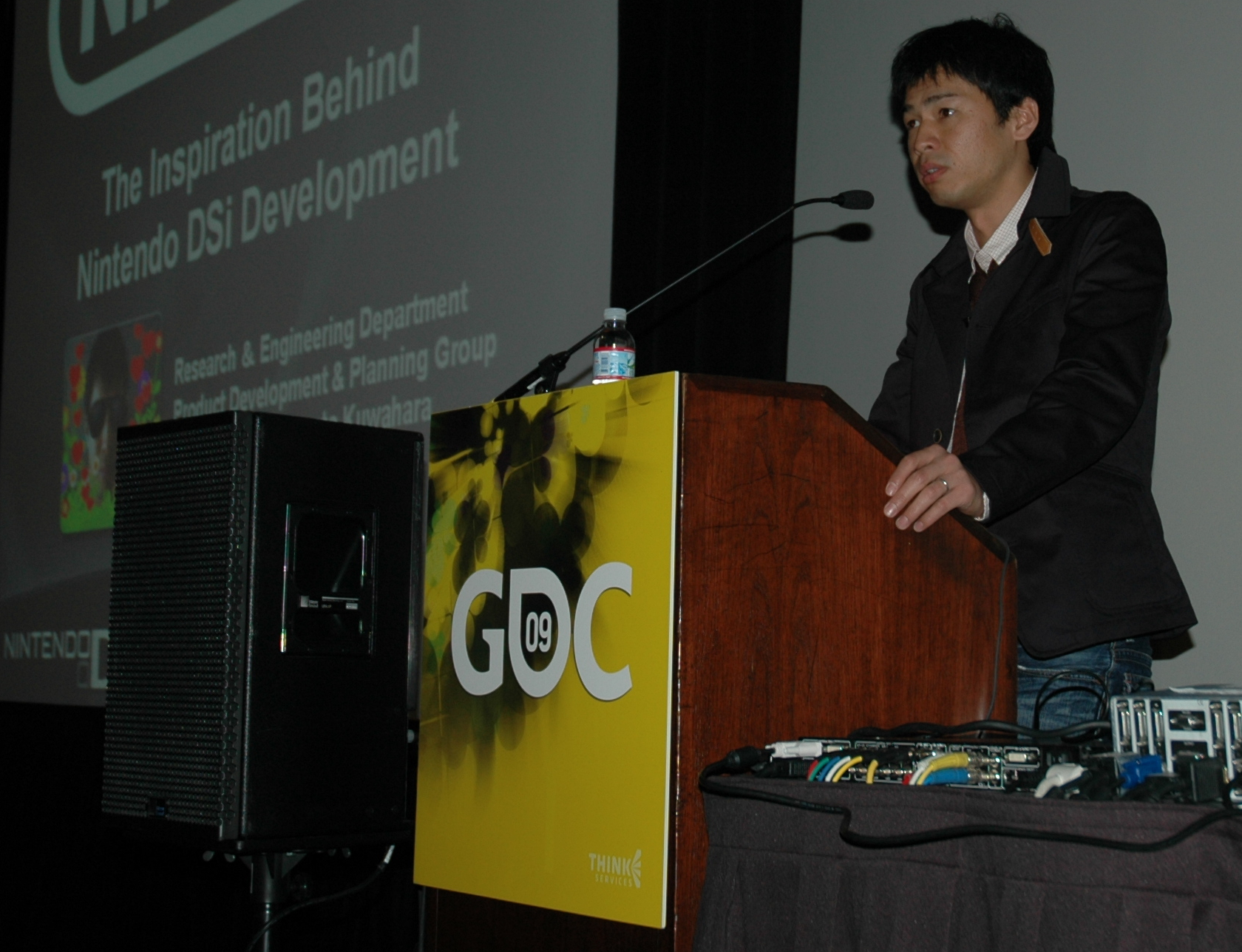
Kuwahara thảo luận về sự hình thành của DSi tại Game Developers Conference năm 2009.

Qua trình phát triển của Nintendo DSi bắt đầu vào cuối năm 2006. Đây là lần đầu tiên Kuwahara Masato thuộc Development Engineering Department của Nintendo làm lãnh đạo dự án phần cứng. Công việc diễn ra với tốc độ nhanh để đáp ứng thời hạn; nhóm của ông phải đưa ra phiên bản DS mới để trình bày vào cuối tháng 12 và đến tháng 2 năm 2007, hầu hết các thông số kỹ thuật cho một chipset phải được hoàn thành. Kuwahara báo cáo nhóm của ông gặp khó khăn trong việc xác định thị trường tiềm năng cho thiết bị cầm tay trong quá trình thiết kế; ông nói về mục tiêu của họ, "Chúng tôi phải tự mình bán máy [mà không có trò chơi gì khi ra mắt]. Và máy phải có khả năng hòa nhập vào thị trường DS vốn đã tồn tại."  Máy ảnh kỹ thuật số của máy đã được xem xét trước trong quá trình phát triển: Chủ tịch và Giám đốc điều hành của Nintendo là Iwata Satoru mô tả màn hình cảm ứng là giác quan chạm của Nintendo DS và micro là "đôi tai" của máy; một đồng nghiệp đề nghị rằng máy nên có "đôi mắt".  Nhóm của Kuwahara ban đầu muốn có một máy ảnh có cơ chế xoay, nhưng đã bị loại bỏ do lo ngại về độ tin cậy, chi phí và sự cần thiết khi máy sẽ làm cho máy dày hơn. Do nhu cầu của người tiêu dùng, Nintendo cũng cải thiện âm lượng và chất lượng âm thanh của thiết bị cầm tay và làm cho máy mỏng hơn, với màn hình lớn hơn so với Nintendo DS Lite. Tuy nhiên, để cải thiện tính di động mà không làm giảm độ bền, khe cắm băng GBA có trên các mẫu trước đó đã bị loại bỏ. Để bù đắp, Nintendo tiếp tục hỗ trợ DS Lite, miễn là người tiêu dùng có nhu cầu về máy.
— Kuwahara nói về phản ứng của Nintendo EAD đối với các thiết kế ban đầu của DSi.
Kích thước của DS được thay đổi giữa chừng trong quá trình phát triển, dẫn đến trì hoãn việc phát hành. Thiết kế ban đầu của máy bao gồm hai khe cắm thẻ DS, do nhu cầu từ cả cộng đồng người hâm mộ và nhân viên Nintendo, do đó máy bị to ra. Khi các thiết kế của máy được tiết lộ cho Nintendo Entertainment Analysis and Development vào tháng 10 năm 2007, họ cảm thấy hài lòng với kích thước đó. Tuy nhiên, kỳ vọng của chính Iwata và Kuwahara đã tạo ra một nguyên mẫu khác. Một cuộc điều tra nhanh đã khiến họ từ bỏ thiết kế khe kép, khiến DSi mỏng hơn xấp xỉ 0,12 inch (3 mm). Kể từ khi công ty ra mắt hệ máy cầm tay, các thiết kế bên trong đã được hoàn thiện cùng với thông số kỹ thuật lắp ráp và độ bền. Iwata mô tả việc phải thay đổi kích thước máy quá gần với thời điểm sản xuất, về cơ bản giống như chế tạo một thiết bị cầm tay khác.
EharaYui, nhà thiết kế vỏ máy của DS Lite và DSi, đã phải thiết kế lại mọi thứ. Ông ủng hộ việc thay đổi sáu lỗ loa, vì các lỗ tròn của chúng là dư thừa. Ông tin rằng sự thay đổi này phân biệt rõ giữa DSi và những máy tiền nhiệm, trong khi vẫn giữ cho thiết bị "gọn gàng" và "đơn giản".  Ehara hy vọng các tính năng được thêm vào cho DSi sẽ không can thiệp vào hình ảnh mang tính biểu tượng về dòng sản phẩm Nintendo DS: hai hình chữ nhật, một hình chữ nhật nằm trên cùng, với một nửa có hình chữ nhật khác bên trong. Mô hình này đã được công khai tại Hội nghị Nintendo tháng 10 năm 2008 tại Tokyo, cùng với giá và ngày phát hành tại Nhật Bản. Trong khi số liệu doanh số hàng năm trên toàn thế giới của dòng sản phẩm DS liên tục vượt qua đối thủ thị trường chính của máy, PlayStation Portable của Sony, nhu cầu tại Nhật Bản đang giảm; Việc ra mắt DSi của Nintendo nhằm mục đích kích thích doanh số. Công ty ít quan tâm đến việc phát hành DSi ở các lãnh thổ khác, nơi nhu cầu thị trường DS Lite vẫn cao.
Việc phát triển một mô hình DS Lite cỡ lớn vào năm 2007 cuối cùng đã dẫn đến việc phát hành DSi XL (được biết đến ở Nhật Bản với tên Nintendo DSi LL (ニンテンドーDSi LL)).  Nintendo đã thiết kế một mô hình DS Lite lớn hơn với màn hình 3,8 inch (97 mm), so với màn hình 3 inch (76 mm) tiêu chuẩn, việc phát triển thiết bị cầm tay mới này đã tiến xa đến mức máy có thể bắt đầu sản xuất hàng loạt. Tuy nhiên, Iwata đã tạm dừng dự án khi xem xét nhu cầu của người tiêu dùng đối với DS Lite và Wii. Sau đó, ông đã đưa ra ý tưởng phát hành đồng thời các phiên bản lớn và nhỏ của DSi, nhưng nhóm phần cứng của Nintendo không có khả năng phát triển đồng thời hai mô hình. Sau khi hoàn thành công việc trên DSi, Kuwahara bắt đầu dự án DSi XL và trở thành trưởng nhóm dự án.  DSi XL, một mô hình DSi với màn hình 4,2 inch (110 mm), được công bố vào ngày 29 tháng 10 năm 2009. Nhiều tên gọi khác nhau đã được xem xét, bao gồm "DSi Comfort", "DSi Executive", "DSi Premium", "DSi Living" và "DSi Deka" (tiếng Nhật có nghĩa là "lớn"). Người tạo ra Mario, Miyamoto Shigeru, nhấn mạnh cái tên "DSi Deka". Thiết bị cầm tay có góc nhìn được cải thiện so với tiền nhiệm, cho phép người xem nhìn dễ dàng hơn. Tính năng này không có trong DS Lite lớn do vấn đề chi phí tại thời điểm đó, điều này cũng hạn chế kích thước màn hình LCD. Chi phí của màn hình LCD được xác định bằng việc có bao nhiêu mảnh được cắt từ một tấm kính lớn. Để giữ các chi phí này trong một ngưỡng nhất định, Nintendo đặt giới hạn kích thước màn hình khoảng 3,8 inch (97 mm),  sau đó được tăng lên 4,2 inch (110 mm).

## Phát hành
Ngày 1 tháng 11 năm 2008, DSi được phát hành tại Nhật Bản; ngày 2 tháng 4 năm 2009, tại Úc và New Zealand, và ngày 3 tháng 4 ở Châu Âu, tất cả đều có vỏ màu đen và trắng. Máy ra mắt tại Mỹ và Canada vào ngày 5 tháng 4, cùng với trò chơi Rhythm Heaven. Đó là lần đầu tiên DS ra mắt với nhiều màu sắc ở khu vực Bắc Mỹ - xanh và đen. iQue phát hành một mô hình DSi của Trung Quốc với hai màu đen và trắng, cùng với trò chơi Nintendogs được cài sẵn vào tháng 12 năm 2009; Nikkei Sangyo Shimbun báo cáo các máy của Trung Quốc và Hàn Quốc có tính năng bảo mật được cải thiện, để chống vi phạm bản quyền. Vào ngày 15 tháng 4 năm 2010, DSi được ra mắt tại Hàn Quốc với các màu trắng, đen, xanh và hồng, cùng với trò chơi MapleStory DS. MapleStory DS cũng được đóng gói với DSi phiên bản giới hạn màu đỏ, có các nhân vật trong trò chơi được in xung quanh máy ảnh bên ngoài. Các quốc gia khác bao gồm Brazil, Nga, và Thổ Nhĩ Kỳ.
Nintendo đã xuất xưởng 200.000 máy cho lần ra mắt tại Nhật Bản của DSi và chỉ trong hai ngày đầu tiên mở bán, hơn 170.000 máy đã được bán ra —các máy còn lại là đơn đặt hàng trước chưa có người nhận hoặc để bán vào Culture Day. Đến cuối tháng, DSi đã bán được 535.000 máy, so với 550.000 DS Lites được bán trong tháng ra mắt. Trong thời gian hai ngày ra mắt, tổng doanh số bán hàng ở Châu Âu và Bắc Mỹ đạt tổng cộng 600.000 máy. Doanh số tuần đầu tiên ở Bắc Mỹ gần như gấp đôi so với 226.000 chiếc của DS Lite, khi bán được tới 435.000 máy. Tại Anh, máy bán ra 92.000 cái trong vòng hai ngày kể từ ngày phát hành, dữ liệu GfK/Chart-Track cho thấy là tuần mở màn tốt thứ tư từ trước đến nay trong khu vực — cao hơn các kỷ lục trước đó được thiết lập bởi chính DS.

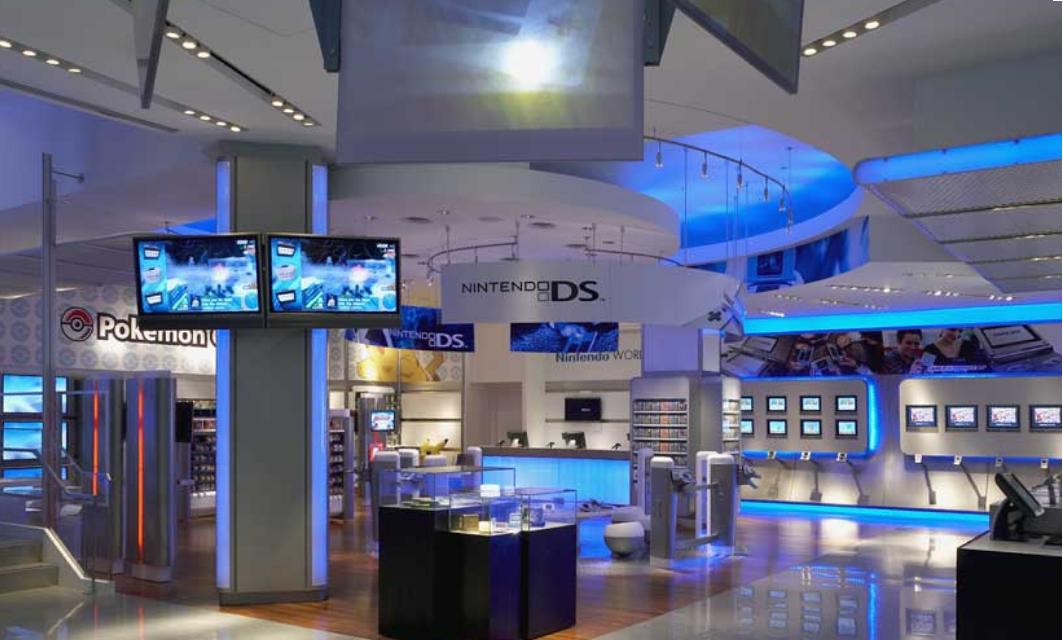
Nintendo World Store ở thành phố New York chủ trì một sự kiện ra mắt

Các sự kiện ra mắt DSi được tổ chức ở bờ biển phía tây và phía đông nước Mỹ. Nintendo tài trợ cho một sự kiện ra mắt chính thức tại Universal CityWalk ở Los Angeles và Nintendo World Store ở thành phố New York. Bữa tiệc ra mắt vào nửa đêm của LA có một số sự kiện, bao gồm phát tờ rơi, ký hợp đồng và trưng bày hình ảnh từ iam8bit, trình diễn parkour và màn biểu diễn của Gym Class Heroes. Hàng trăm người tham dự và hơn 150 ở lại đến nửa đêm để mua máy tại GameStop. Một mô hình DSi bằng Lego có kích thước cao bằng người thật của họa sĩ Sean Kenney đã được trưng bày tại Nintendo World Store.
Nintendo DSi XL được phát hành tại Nhật Bản vào ngày 21 tháng 11 năm 2009, với màu đồng, đỏ tía và trắng. Hai màu có sẵn để ra mắt tại Châu Âu vào ngày 5 tháng 3 năm 2010, và tại Bắc Mỹ vào ngày 28 tháng 3. Máy ra mắt tại Úc vào ngày 15 tháng 4 năm 2010, với màu đồng và đỏ tía. DSi XL đã được phát hành ở các quốc gia khác bao gồm Brazil,  Nam Phi, và Thổ Nhĩ Kỳ. Hơn 100.500 máy đã được bán trong hai ngày đầu tiên ở Nhật Bản, và 141.000 máy đã được bán trong ba ngày đầu tiên tại Mỹ.
Bản phát hành năm 2011 của Nintendo 3DS, kế thừa của dòng thiết bị cầm tay Nintendo DS, đã được công bố vào ngày 23 tháng 3 năm 2010, nhằm tránh các tin tức rò rỉ bởi báo chí Nhật Bản và thu hút những người tham dự tiềm năng đến Electronic Entertainment Expo. Theo các nhà phân tích ngành công nghiệp, khoảng thời gian này thu hút sự chú ý từ việc ra mắt của DSi XL ở Bắc Mỹ. Nhà phân tích cao cấp của M2 Research, Billy Pigeon lập luận rằng "XL là tin cũ... ở Nhật Bản - và Nintendo là một tổ chức rất tập trung vào Nhật Bản. Công ty mẹ ở Nhật Bản có thể không hành động vì lợi ích cao nhất của Nintendo of America." Iwata đã bác bỏ bất kỳ tác động đáng kể nào khi nói chuyện với các nhà đầu tư liên quan, "những người muốn mua Nintendo 3DS ngay sau khi thông báo thường có xu hướng phản ứng nhanh với bất kỳ thứ gì mới trên thị trường và những người đang mua Nintendo DS ngày nay lại có xu hướng phản ứng tương đối chậm." 

## Biểu đồ và doanh số bán hàng
| 2008–2012 Nintendo DS bán hàng trên toàn thế giới. Dòng sản phẩm Nintendo DS (đen) với DSi (xanh lục), DSi XL (đỏ), và DSi và DSi XL kết hợp (cam). |                      |                           |
| Số liệu bán hàng của Nintendo DSi (tính đến ngày 30 tháng 9 năm 2014)                                                                               |                      |                           |
| Khu vực | Số máy đã xuất xưởng | Phát hành đầu tiên        |
| Nhật Bản | 5,90 triệu           | Ngày 1 tháng 11 năm 2008  |
| Châu Mỹ | 12,35 triệu          | Ngày 5 tháng 4 năm 2009   |
| Các khu vực khác | 10,19 triệu          | Ngày 2 tháng 4 năm 2009   |
| Tổng | 28,44 triệu          |                           |
| Số liệu bán hàng của Nintendo DSi (tính đến ngày 30 tháng 9 năm 2014)                                                                               |                      |                           |
| Nhật Bản | 2,35 triệu           | Ngày 21 tháng 11 năm 2009 |
| Châu Mỹ | 5,85 triệu           | Ngày 28 tháng 3 năm 2010  |
| Các vùng khác | 4,74 triệu           | Ngày 5 tháng 3 năm 2010   |
| Tổng | 12,93 triệu          |                           |

Nintendo nhắm mục tiêu nhân khẩu học rộng hơn với Nintendo DS bản đầu (2004) khi máy so với dòng Game Boy.  So sánh năm 2008, doanh số DS và DS Lite lọt danh sách máy chơi trò chơi điện tử bán chạy nhất, PlayStation 2 của Sony, cho thấy tiềm năng trong việc tiếp tục mở rộng thị trường người chơi Nintendo DS, đặc biệt là ở châu Âu và Mỹ. Để tiếp tục quảng bá dòng sản phẩm này trong tham vọng mở rộng thị trường chơi trò chơi, Nintendo đã tạo ra DSi. Iwata nói các gia đình thường phải chia sẻ DS và DS Lite cho nhau, vì vậy để khuyến khích mỗi thành viên trong gia đình mua một thiết bị cầm tay riêng lẻ, Nintendo đã thêm các tính năng cá nhân hóa vào DSi.
Chữ "i" trong DSi tượng trưng cho cá nhân (I) và máy ảnh của máy (eyes); tương phản với hai chữ "i" trong Wii, đại diện cho những người chơi tụ tập lại với nhau. Chủ tịch Nintendo of America là Reggie Fils-Aimé nói: "Nếu Wii là máy chơi trò chơi dành cho số đông người chơi, thì hãy nghĩ DSi là sự sáng tạo dành cho số đông."  Iwata nói DSi có nghĩa là máy ảnh đầu tiên cho trẻ em và một thiết bị mạng xã hội cho người lớn. Đáp lại bình luận của giới truyền thông sau thông báo của DSi, Iwata khẳng định khả năng âm thanh và camera mới của máy không nhằm cạnh tranh với điện thoại di động, iPod hay PSP. Ông giải thích vai trò của họ trên thị trường:
Trong khi các nhà sản xuất điện thoại di động và máy ảnh kỹ thuật số đang cố gắng cạnh tranh với nhau bằng cách tăng cường chất lượng pixel hình ảnh và khả năng phóng to, và trong khi các máy nghe nhạc đang cải thiện chủ yếu bằng cách thiết kế bên ngoài nhỏ hơn và tăng dung lượng bộ nhớ, DSi đang cố gắng đề xuất một con đường tiến hóa khác bằng cách cung cấp cho người dùng cơ hội để có thể chạm và chơi với các bức ảnh và âm thanh.

DSi đã giúp duy trì doanh số bán hàng mạnh mẽ cho dòng sản phẩm cầm tay của Nintendo. DSi chiếm 40% doanh số bán hàng năm 2009 của dòng sản phẩm tại Anh và thường xuyên đứng đầu bảng xếp hạng doanh số hàng tuần tại Nhật Bản trong năm đầu tiên có mặt. Tại Mỹ, doanh số ba tháng đầu của máy đã vượt qua cả DS, DS Lite và Wii. Doanh số trung bình hàng tuần của Wii và Nintendo DS giảm nhẹ trong tháng 3; Doanh số phần cứng của Nintendo DS ổn định ở mức hơn 200.000 máy trong bảy tháng sau khi ra mắt vào tháng Tư, trong khi doanh số Wii giảm. Gamasutra ước tính, vào tháng 10 năm 2009 và tháng 2 năm 2010, 50 phần trăm doanh số của Nintendo DS là các máy DSi. Trong một cuộc phỏng vấn vào tháng 10 năm 2009, Fils-Aimé tuyên bố DSi đã bán được 2,2 triệu máy tại Mỹ. Ông nói: "Nếu bạn mang lại cho người tiêu dùng giá trị lớn về những gì họ phải trả, họ sẵn sàng chi tiêu và chúng tôi nói [điều đó] dựa trên kinh nghiệm ra mắt DSi". Mỹ có doanh số DS cao nhất năm 2009 với 11,22 triệu máy được bán. DSi và DSi XL chiếm 16,88 triệu trong số 27,11 triệu chiếc được bán trên toàn thế giới của dòng sản phẩm cho năm tài chính 2009 của Nintendo bắt đầu từ ngày 1 tháng 4 năm 2009 và kết thúc vào ngày 31 tháng 3 năm 2010 
Gamasutra ước tính doanh số tại Mỹ tháng 7 năm 2010, DSi và DSi XL từng bán chạy hơn DS Lite. Trang web báo cáo doanh số DSi khoảng 300.000 máy vào tháng 7 năm 2009 và tháng 2 năm 2010, vẫn duy trì ổn định đến tháng 7 năm 2010 nếu kết hợp với doanh số DSi XL. Do đó, mức giá trung bình mà người tiêu dùng đã chi cho dòng Nintendo DS đã tăng lên hơn 165 đô la (tính theo năm 2004, 190 đô la điều chỉnh theo lạm phát vào năm 2010), cao hơn 15 đô la so với giá khởi động tháng 11 năm 2004 của Nintendo DS gốc. Nintendo đã thực hiện đợt giảm giá DSi đầu tiên tại châu Âu vào ngày 18 tháng 6 năm 2010, đối với các máy DSi và DSi XL tại Nhật Bản vào ngày 19 tháng 6 và tại Bắc Mỹ vào ngày 12 tháng 9  DSi và DSi XL chiếm 14,66 triệu trong tổng số 17,52 triệu máy được bán trên toàn thế giới trong năm tài chính 2010 

Trong một bảng ước tính doanh số tại Mỹ tháng 7 năm 2011 bởi Gamasutra sau khi giá DS Lite giảm một tháng trước đó, khoảng 60 đến 70 phần trăm trong số khoảng 290.000 máy DS được bán là các máy DSi và DSi XL. Doanh số 3DS mờ nhạt buộc Nintendo phải giảm giá để thăng bằngvới DSi XL tại Hoa Kỳ vào ngày 12 tháng 8. Nhật Bản và châu Âu cũng đã giảm giá tương tự. Gamasutra đoán những người mua DS tiềm năng ở Mỹ đã chọn 3DS; Doanh số DS tháng 8 năm 2011 giảm 45 phần trăm, trong khi doanh số 3DS vẫn ổn định so với tháng trước. Nintendo thực hiện đợt giảm giá DSi và DSi XL thứ hai tại Bắc Mỹ vào ngày 20 tháng 5 năm 2012. Gamasutra gọi những mức giá này sẽ cắt giảm "lần sản xuất cuối cùng" của dòng sản phẩm DS và kỳ vọng "vào thời điểm này năm tới, những đóng góp của máy cho thị trường sẽ rất nhỏ. Sau Giáng sinh, Nintendo thực sự sẽ trở thành một công ty sản xuất máy chơi trò chơi cầm tay duy nhất, dồn tất cả các nỗ lực vào Nintendo 3DS. " 

## Phần cứng
| Kích thước (khi đóng) và trọng lượng | Kích thước (khi đóng) và trọng lượng |
| ------------------------------------ | ------------------------------------ |
| Chiều dài                            | 2,95 inch (75 mm)                    |
| Chiều rộng                           | 5,39 inch (137 mm)                   |
| Chiều cao                            | 0,74 inch (19 mm)                    |
| Cân nặng                             | 0,472 pound (214 g)                  |

Thiết kế của Nintendo DS tương tự như phiên bản DS thứ hai, Nintendo DS Lite. Ngắn hơn khoảng 12 phần trăm (0,10 inch (2,5 mm)) so với Nintendo DS Lite khi đóng, nhưng hơi rộng và nhẹ hơn. DSi có hai màn hình TFT-LCD 3,25 inch (83 mm)-,25 inch (6,4 mm)  lớn hơn so với các mẫu trước đây - có khả năng hiển thị 262.144 màu. Màn hình cảm ứng ở dưới dùng với bút stylus đi kèm. Thiết bị có bốn nút in chữ (X, Y, A, B), nút điều hướng và các nút Start, Select, và Power. Hai nút vai, khe cắm thẻ trò chơi và đầu vào cáp nguồn được đặt dưới bản lề máy. Bộ sạc AC đi kèm theo máy (WAP-002) và không tương thích với bất kỳ mẫu DS nào trước đó.
Không giống như các mẫu trước đây, thiết bị cầm tay này có hai máy ảnh kỹ thuật số VGA (0,3 megapixel). Cái đầu tiên là nằm phía bản lề bên trong và hướng về phía người dùng; cái thứ hai nằm ở vỏ ngoài và ở mặt trên của bề mặt máy hướng ra bên ngoài. Khe cắm thẻ SD cũng mới xuất hiện, được đặt phía sau nắp bên phải. Trong khi DS Lite sử dụng một nút gạt, DSi, giống như Nintendo DS gốc, có một nút để bật hoặc tắt nguồn. Nút này có các chức năng bổ sung và không giống như nút nguồn của bản gốc, nút này nằm ở phía dưới bên trái của màn hình cảm ứng. Điều chỉnh độ sáng và âm lượng ở phía bên trái; có sẵn năm cài đặt độ sáng, nhiều hơn một cài đặt trên DS Lite. Cổng tai nghe ở phía dưới cùng.
DSi có bề mặt bóng để ẩn dấu vân tay. Máy phát hành có nhiều màu sắc, nhưng tùy theo khu vực. Ví dụ, màu xanh chanh là độc quyền của Nhật Bản, trong khi màu đỏ là ở châu Âu và Bắc Mỹ. Bắc Mỹ lại có một màu xanh khác. Nhiều phiên bản và các gói đặc biệt đã được phát hành, bao gồm cả các phiên bản Ace Attyer Investigations: Miles Edgeworth, Final Fantasy Crystal Chronicles: Echoes of Time, và Black Friday năm 2009.

### Thông số kỹ thuật

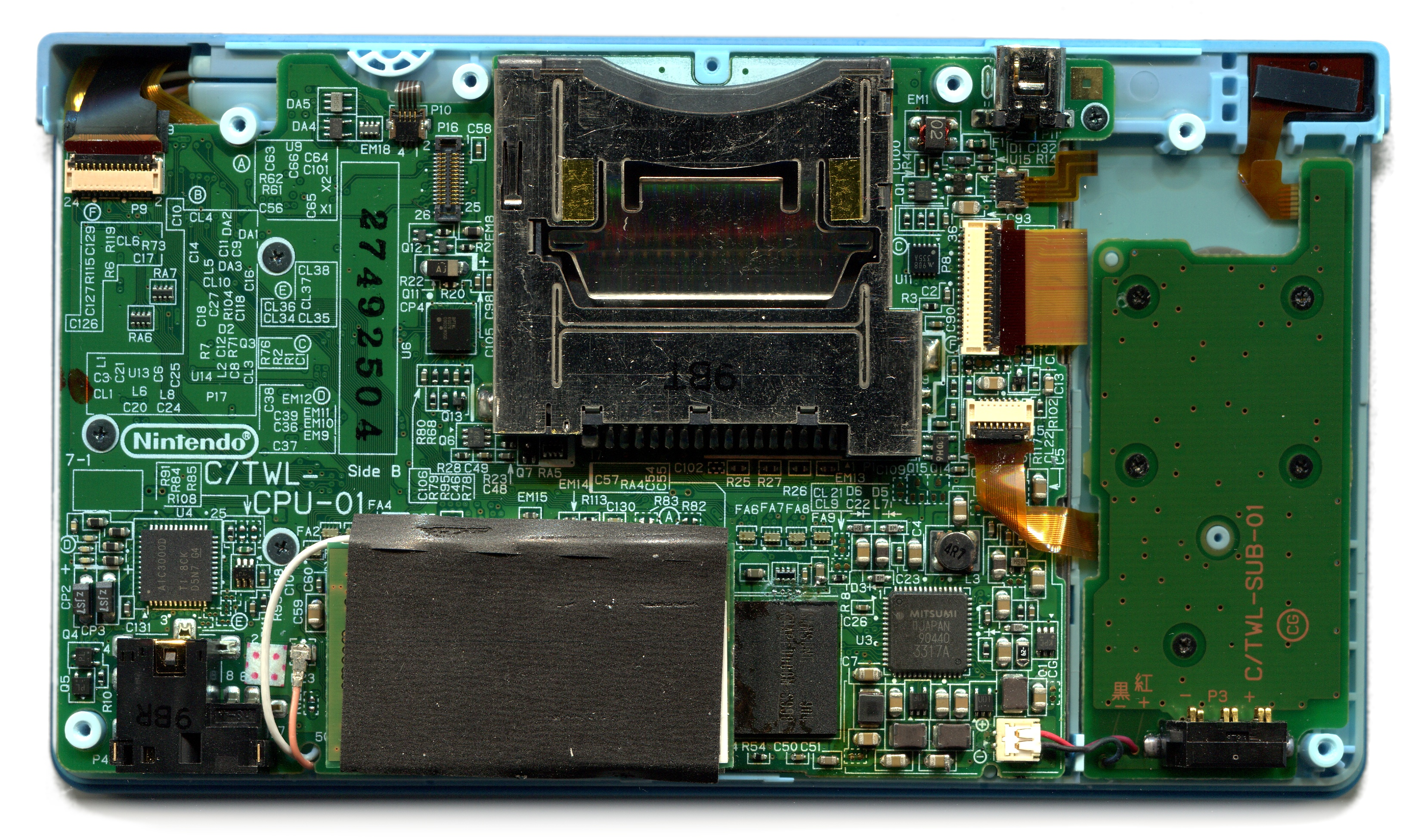
Bố trí bảng mạch in chính và phụ

DSi có nhiều RAM và CPU chạy nhanh hơn DS Lite. Các nhà phát triển báo cáo máy có chế độ riêng, chạy phần mềm được thiết kế riêng cho phần cứng, truy cập vào tài nguyên bộ nhớ và xử lý bổ sung hệ thống. Việc này bao gồm một mạch tích hợp codec (vi mạch) khuếch đại tín hiệu âm thanh và chuyển đổi chúng từ kỹ thuật số sang analog. Làm tăng âm lượng đầu ra và tùy thuộc vào chế độ, chất lượng âm thanh cao hơn. Không gian không sử dụng trên bo mạch chủ đã được gỡ bỏ; CPU được di dời và vỏ pin được mở rộng.
Độ phân giải của máy ảnh cao gấp hai lần rưỡi so với màn hình của thiết bị cầm tay. Tuy nhiên, độ phân giải của chúng thấp hơn đáng kể so với máy ảnh kỹ thuật số và điện thoại di động cùng thời. Điều này là nhằm để giữ giá bán hợp lý và duy trì thời gian phản hồi thích hợp hơn để xem ảnh  nhanh, đặc biệt vì nhiều ứng dụng sẽ sử dụng chúng.
- CPU: DSi có hai CPU kiến trúc ARM: ARM9 tốc độ 133 MHz và ARM7 ở mức 33 MHz.[105] ARM9 nhanh gấp đôi so với các mẫu trước đó.[102][106]
- RAM: 16 MB (gấp bốn lần so với các mẫu trước) [80]
- Độ phân giải màn hình: 256 × 192 pixel (giống như các mẫu trước đó) [107][108]
- Máy ảnh: 640 × 480 pixel[108]
- Lưu trữ: 256 MB bộ nhớ flash trong [109] bằng thẻ SD (tối đa 2 GB) và thẻ SDHC (tối đa 32 GB) khe cắm mở rộng [110]
- Pin: thời lượng ngắn hơn DS Lite, bất kể cài đặt độ sáng;[88] chẳng hạn, DSi có thời lượng pin 9 -14 giờ ở cài đặt độ sáng thấp nhất, so với 15-19 giờ của DS Lite trên cùng một cài đặt.[81] Pin dung lượng 840 mAh có thể sạc lại, so với 1000 mAh của DS Lite[88], và có tuổi thọ tối ưu khoảng 500 chu kỳ; sau thời điểm này, máy có thể được thay thế.[86][86]

### Phiên bản lớn hơn
Nintendo DSi XL có màn hình và kích thước tổng thể lớn hơn so với DSi gốc. Đây là mô hình DS thứ tư, lần đầu tiên có sẵn dưới dạng biến thể kích thước thuần túy. Iwata cho biết, cho đến lúc đó, đã hạn chế kích thước màn hình và các khía cạnh nhiều người chơi của máy chơi trò chơi cầm tay, và DSi XL cung cấp "góc nhìn được cải thiện ngay trên màn hình", khiến máy trở thành "hệ máy chơi trò chơi di động đầu tiên có thể được chơi cùng với những người xung quanh game thủ." Ông lập luận điều này đem đến một phương pháp mới để chơi các trò chơi di động, trong đó những người "xung quanh người chơi trò chơi cũng có thể tham gia bằng cách này hay cách khác để chơi trò chơi." Mặc dù DSi ban đầu được thiết kế dành riêng cho cá nhân, nhưng đề nghị người mua DSi XL để máy ở một "vị trí ổn định trên bàn trong phòng khách" để có thể chia sẻ cho nhiều thành viên trong gia đình.
DSi XL là mẫu DS dài, rộng và nặng nhất. Lên đến hai 4,2 inch (110 mm) màn hình LCD góc nhìn rộng với độ phân giải tương tự như model nhỏ hơn. Cải thiện thời lượng pin so với DSi trên tất cả các cài đặt độ sáng; ví dụ: pin kéo dài 13 - 17 giờ ở cài đặt nhỏ nhất. Thiết bị được trang bị loa giống hệt nhau chứa trong thùng loa lớn hơn, cho phép tạo ra âm thanh to hơn. Bản lề dừng màn hình ở vị trí 120° so với 155° của DSi để có thể được nhìn thấy rõ hơn khi đặt trên bàn. DSi XL được đóng gói với hai bút stylish dài hơn, một trong số đó dày hơn, tròn và giống như bút bình thường, và không vừa với việc nhét bên trong máy.
DSi XL có bề mặt mờ và mặt ngoài của bảng trên cùng được phủ một lớp sơn bóng. Máy có tám màu sắc với hai tông màu, thay đổi theo vùng   như trắng, xanh lá cây, đỏ, vàng, và hồng. Hai phiên bản đặc biệt đã được phát hành: LovePlus + và phiên bản kỷ niệm 25 năm Super Mario Bros.  Flipnote Studio và Nintendo DSi Browser được cài đặt sẵn với DSi XL, cùng với các phần mềm dành riêng cho khu vực.

## Đặc trưng

DSi khi gập lại; có thể nhìn thấy máy ảnh thứ hai

Giống như Wii, DSi có firmware có thể nâng cấp và giao diện menu hiển thị các ứng dụng dưới dạng biểu tượng có thể chọn. Bảy biểu tượng chính đại diện cho "Card Software", "Nintendo DSi Camera", "Nintendo DSi Sound", "Nintendo DSi Shop", "DS Download Play", "PictoChat", và "System Settings"; các ứng dụng bổ sung có thể được tải xuống từ DSi Shop. Các biểu tượng được đặt trong một khung lưới có thể điều hướng bằng bút stylus hoặc D-pad và có thể được sắp xếp lại thông qua kéo và thả. Nút nguồn có thể khởi động lại máy, quay trở lại menu chính hoặc tắt máy đi. Thẻ trò chơi có thể được hoán đổi nóng khi máy ở menu chính, cho phép người chơi chuyển đổi thẻ trò chơi mà không cần tắt máy.
DSi có nhiều tính năng đa phương tiện hơn so với các mẫu trước đó; âm thanh AAC từ thiết bị, hình ảnh và phần mềm có thể tải xuống khác được lưu trữ vào thẻ SD. Hai cái sau không cần bộ nhớ ngoài và có thể được lưu trữ bên trong. Trước khi chụp ảnh, người dùng có thể sửa đổi hình ảnh trực tiếp của khung ngắm với mười tùy chọn "ống kính".  Hình ảnh được chụp có thể được tải lên Photo Channel của Wii, và, đối với các bảng điều khiển có bản cập nhật firmware 1.4 trở lên, lên trang web mạng xã hội Facebook.
Trình phát âm thanh tích hợp có chức năng ghi âm giọng nói và phát lại. Ghi âm giọng nói có thể được chỉnh sửa với các bộ lọc âm thanh, thao tác thông qua cao độ và phát lại. Người dùng có thể lưu và sửa đổi tối đa 18 clip âm thanh dài mười giây. Những clip này không thể được xuất sang thẻ SD. Người dùng có thể phát nhạc từ thẻ SD với hình ảnh hiển thị ở màn hình trên.  Âm thanh AAC với các phần mở rộng tên tệp .mp4, .m4a hoặc.3gp được hỗ trợ, nhưng các định dạng không phải AAC, bao gồm MP3, không được hỗ trợ. Âm thanh như tiếng trống và tiếng nhảy của Mario cổ điển có thể được thêm vào bằng cách nhấn nút. Chơi nhạc cũng có các tùy chọn thao tác riêng tương tự như các tùy chọn được sử dụng để ghi âm giọng nói, cũng như một nhóm các bộ lọc âm thanh. Sử dụng tai nghe, nhạc vẫn phát khi gập máy. Người dùng có thể xuất ảnh, âm thanh và cài đặt Internet sang 3DS.

### Kết nối mạng Internet
Nintendo DSi kết nối với Internet thông qua Wi-Fi 802.11b / g tích hợp hoặc Đầu nối USB Wi-Fi của Nintendo; cả hai phương pháp đều cấp quyền truy cập vào dịch vụ Nintendo Wi-Fi Connection. DSi hỗ trợ mã hóa không dây WEP, WPA (AES / TKIP) và WPA2 (AES / TKIP);  chỉ phần mềm có hỗ trợ tích hợp mới có thể sử dụng hai loại mã hóa sau, vì chúng không được DS và DS Lite hỗ trợ. Có thể lưu tối đa sáu cấu hình kết nối Internet không dây; sử dụng phương pháp thiết lập truyền thống, ba cấu hình đầu tiên hỗ trợ mã hóa WEP, trong khi ba cấu hình còn lại có thể chọn theo tùy chọn nâng cao hơn, hỗ trợ mã hóa WPA. Trong tùy chọn nâng cao này, người dùng có thể truy cập phương thức Cài đặt Wi-Fi được bảo vệ và cấu hình cài đặt proxy. DSi có thể tự động phát hiện các khu vực dịch vụ của Nintendo Zone, do đó không cần thiết lập thủ công các kết nối Wi-Fi. Dịch vụ này cung cấp bản demo của các trò chơi sắp ra mắt và hiện có, truy cập vào Nintendo Wi-Fi Connection và DSi Shop và có thể có nội dung dành riêng cho từng địa điểm.

## Thư viện phần mềm

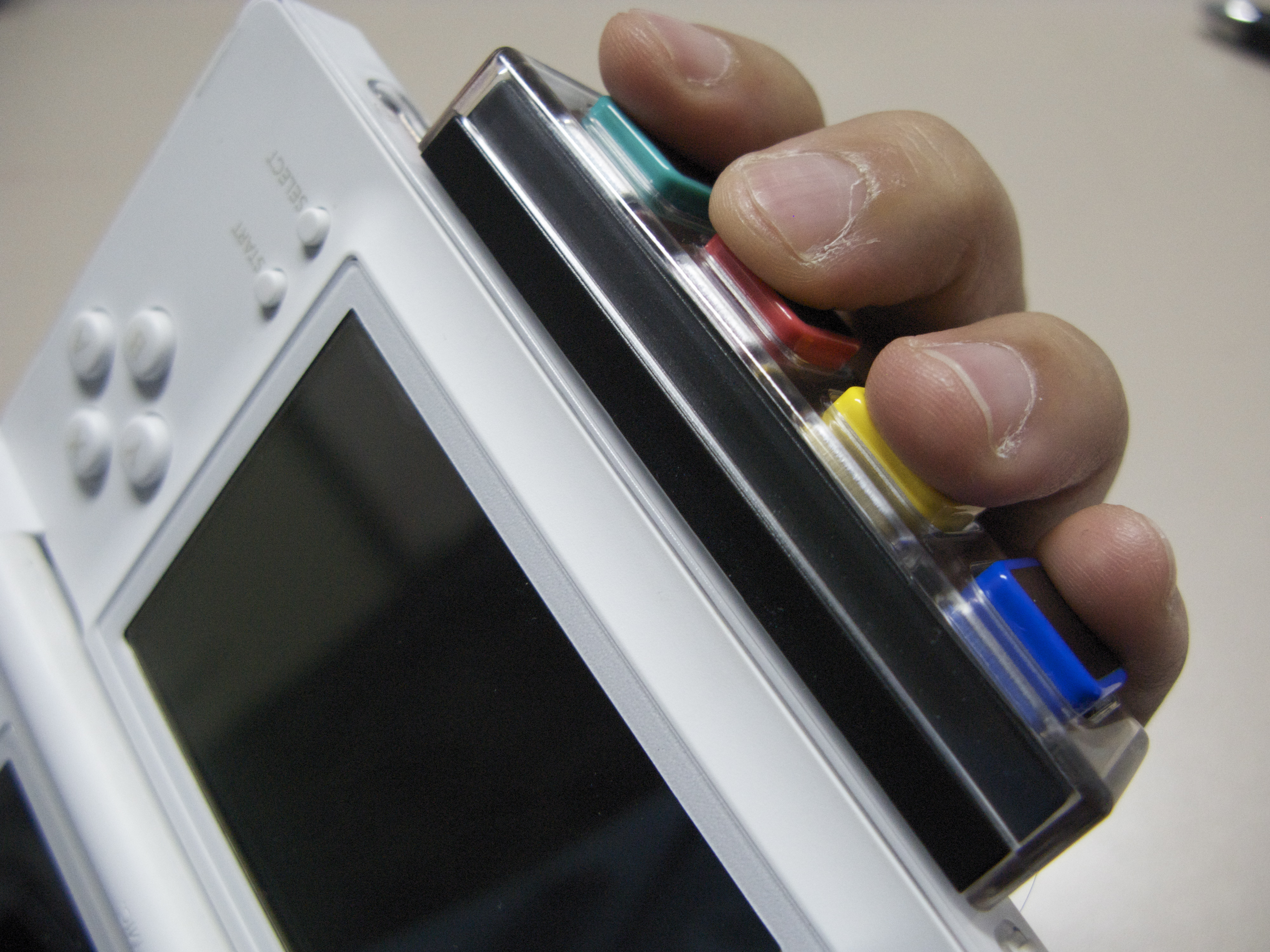
Phụ kiện DS đòi hỏi khe GBA, như phím bấm guitar của Guitar Hero: On Tour là không tương thích

Tất cả các trò chơi DS đều tương thích với DSi, ngoại trừ những gane yêu cầu khe cắm GBA. Do đó DSi không tương thích ngược với băng trò chơi của GBA hoặc với các phụ kiện yêu cầu khe cắm GBA, chẳng hạn như Nintendo DS Rumble Pak và tay cầm ghi-ta dòng Guitar Hero: On Tour. Thẻ "DSi-enhanced" chứa các tính năng dành riêng cho DSi, nhưng vẫn có thể được sử dụng với các mẫu trước đó; Thẻ trò chơi "dành riêng cho DSi" cũng không được. DSi là thiết bị cầm tay có mã khóa khu vực đầu tiên của Nintendo; ngăn cản việc sử dụng một số phần mềm được phát hành cho khu vực khác. Do sự khác biệt giữa các khu vực trên Internet và phần phụ huynh kiểm soát, phần mềm dành riêng cho DSi bị khóa tùy theo khu vực. Tuy nhiên, phần mềm trên thẻ trò chơi sẽ tương thích với các kiểu máy trước đó, duyệt Internet và chia sẻ ảnh sẽ không bị khóa. Homebrew flash cards được thiết kế cho các máy DS trước không tương thích với DSi, nhưng thẻ mới có khả năng chạy phần mềm DS trên nền DSi.
Giống như Wii, DSi có thể kết nối với một cửa hàng trực tuyến. Cửa hàng, được gọi là DSi Shop, cho phép người dùng tải xuống các trò chơi và ứng dụng DSiWare, được thanh toán bằng Nintendo Points Prepaid Card (trước đây được gọi là Wii Points Prepaid Card). Giá ứng dụng tuân theo sơ đồ định giá ba tầng. Dịch vụ này còn có DSi Browser mới, một trình duyệt web miễn phí được phát triển bởi Opera Software và Nintendo. Một chiến dịch quảng cáo cho dùng thử DSiWare, có ngày hết hạn thay đổi theo khu vực, trước đây đã tặng 1.000 Nintendo Points miễn phí cho mỗi máy DSi truy cập vào DSi Shop. Có hơn 500 trò chơi có thể tải xuống, thay đổi theo khu vực. Không thể chuyển DSiWare đã mua trên DSi hoặc DSi XL giữa các máy trừ phi máy đó được sửa chữa hoặc thay thế bởi Nintendo. Hầu hết DSiWare có thể được chuyển sang 3DS, trừ dữ liệu đã lưu . Nintendo Points kết thúc đổi điểm vào ngày 30 tháng 9 năm 2016 và Nintendo DSi Shop đã ngừng hoạt động vào ngày 31 tháng 3 năm 2017
| Tựa                                                                       | Nhà phát triển            | Nhà bán lẻ                              | Phát hành bán lẻ của khu vực | Phát hành bán lẻ của khu vực                              | Phát hành bán lẻ của khu vực | Phát hành bán lẻ của khu vực |                 |
| Tựa                                                                       | Nhà phát triển            | Nhà bán lẻ                              | Nhật Bản                     | Bắc Mỹ                                                    | Châu Âu                      | Châu Úc                      |                 |
| ------------------------------------------------------------------------- | ------------------------- | --------------------------------------- | ---------------------------- | --------------------------------------------------------- | ---------------------------- | ---------------------------- | --------------- |
| Face Training: Facial exercises to strengthen and relax from Fumiko Inudo | Intelligent Systems       | Nintendo                                | 24 tháng 9 năm 2010          | Không phát hành                                           | Không phát hành              | 24 tháng 9 năm 2010          | Không phát hành |
| Foto Showdown                                                             | Alpha Unit                | Alpha Unit (JP)Konami (NA)              | 19 tháng 11 năm 2009         | 19 tháng 11 năm 2009                                      | 9 tháng 3 năm 2010           | Không phát hành              | Không phát hành |
| Ghostwire: Link to the Paranormal                                         | A Different Game          | —(Trước đây là Majesco Entertainment)   | Không phát hành              | Không phát hành. Lịch chính thức là 31 tháng 10 năm 2010. | Không phát hành              | Không phát hành              |                 |
| Hidden Photo                                                              | Most Wanted Entertainment | PQube Ltd.                              | Không phát hành              | Không phát hành                                           | Đầu năm 2011                 | Không phát hành              |                 |
| Picture Perfect Hair Salon                                                | Sonic Powered             | 505 Games                               | Không phát hành              | 24 tháng 11 năm 2009                                      | 13 tháng 11 năm 2009         | 31tháng 1 năm 2010           |                 |
| System Flaw                                                               | Visual Impact             | Storm City Games (Mỹ) Enjoy Gaming (EU) | 27 tháng 10 năm 2009         | Không phát hành                                           | 27 tháng 10 năm 2009         | Không phát hành              | Không phát hành |

## Tiếp nhận

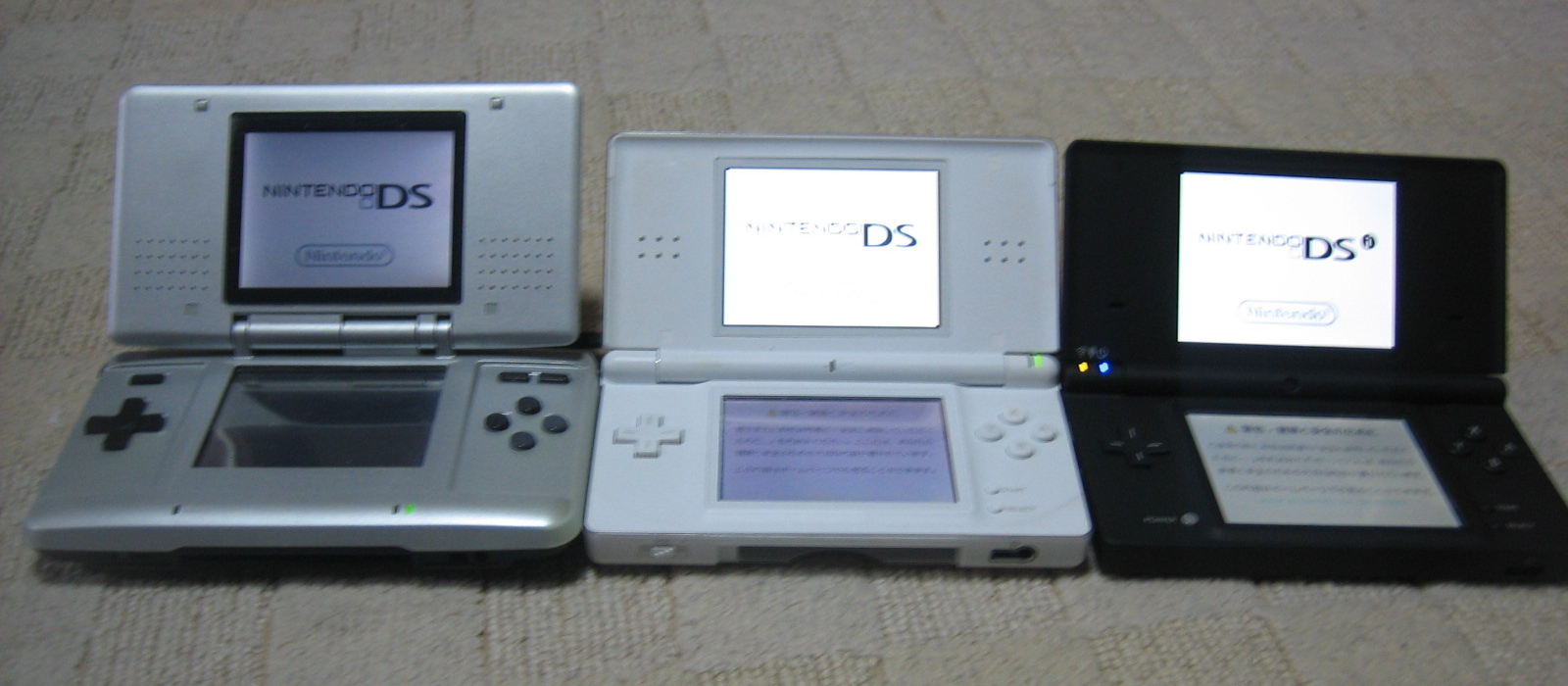
DS nguyên bản với Lite và DSi

Nintendo DSi nhận được đánh giá nhìn chung là tích cực. Các nhà phê bình khen ngợi nhiều thay đổi nhất là về mặt thẩm mỹ và chức năng so với DS Lite, nhưng phàn nàn rằng máy ra mắt thiếu phần mềm độc quyền. Craig Harris của IGN lưu ý thư viện phần mềm độc quyền của DSi và DSi Shop vẫn thiếu hấp dẫn ngay cả sau năm tháng phát hành trên thị trường Nhật Bản. Jeff Bakalar của CNET nói chủ sở hữu của DS gốc nên cân nhắc mua DSi, nhưng động lực duy nhất khiến chủ sở hữu DS Lite mua máy là vì DSi Shop. Jan Birkeland của PCWorld New Zealand có cùng ý kiến như Bakalar, nhưng tin còn quá sớm để đánh giá chất lượng của phần mềm DSi Shop. Nhiều nhà phê bình thất vọng với việc loại bỏ khe cắm băng GBA, nhưng một số người trong số họ, chẳng hạn như Darren Gladstone của PCWorld, Joe Martin của Bit-tech, Harris và Lowe của IGN, tin đó là một sự trao đổi hợp lý cho thẻ SD và DSi Shop. Tuy nhiên, Bakalar tuyên bố, "Chúng tôi sẵn lòng từ bỏ 4 mm [giảm đi độ dày] để có thể chơi bất kỳ trò chơi Game Boy Advance nào."
Hầu hết các nhà phê bình chỉ trích chất lượng máy ảnh, đặc biệt là do độ phân giải của chúng so với điện thoại di động đương thời. Tuy nhiên, họ coi chúng là đủ cho màn hình của DS. Harris và Lowe tin rằng công dụng duy nhất của máy ảnh là chụp "những bức ảnh ngớ ngẩn của chính bạn và người khác". Họ phàn nàn về những khó khăn khi chụp ảnh trong môi trường ánh sáng yếu và hình ảnh có màu xanh lục hoặc xanh lam. Những kiến về các công cụ chụp hình-chỉnh sửa của DSi được thay đổi: Martin và Reid của Bit-tech coi đây là một mánh lới quảng cáo, nhưng Bakalar và Cliff Edwards của BusinessWeek nghĩ khác. Edwards nói rằng việc sử dụng máy ảnh trong trò chơi là một cơ hội mới cho các nhà phát triển; Martin đã không nghĩ rằng khái niệm này sẽ được chấp nhận rộng rãi, vì ông tin rằng đó là "một mánh lới quảng cáo nên tránh xa đối với [... ] chủ sở hữu DS Lite ". Tom Bramwell của Eurogamer suy đoán rằng DSi đi theo triết lý của Yokoi Gunpei với Game & Watch và Game Boy trong việc sử dụng các nhà phát triển công nghệ nên quen thuộc với các giới thiệu mới về khái niệm thiết kế trò chơi là liệu máy có tốn kém cho việc sản xuất hàng loạt để đạt lợi nhuận hay không. Ông cho rằng các tính năng của máy được thiết kế để "giải trí nhanh gọn" cho những người dùng đầu tiên trong khi khuyến khích "các nhà phát triển coi máy như một giải pháp thay thế [của DS Lite]" để xây dựng một thư viện trò chơi hấp dẫn trong thời gian dài.
Do những bổ sung của DSi dựa trên thiết kế DS Lite, các nhà phê bình đã giới thiệu máy cho những người chưa mua mẫu DS trước đó. Pete Metzger của Los Angeles Times coi DSi "giống với phiên bản 2.5 hơn là hoàn toàn mới", nhưng gọi các tính năng mới của máy là " những bổ sung đáng giá cho một sản phẩm vốn đã tuyệt vời." Gladstone đã cho DSi 75/100 điểm và nói rằng Nintendo "đưa vào các thiết bị cầm tay vốn đã mỏng manh của mình một loạt các tính năng đa phương tiện hữu ích." Harris và Lowe định nghĩa thiết kế lại phần cứng của máy là "tiến hóa", chứ không phải "cách mạng". Sau khi DSi được công bố, nhà phân tích Matthew J. Fassler của Goldman Sachs đã gọi DSi Shop là "mối đe dọa sớm hữu hình" đối với các cửa hàng bán lẻ và chuỗi siêu thị lớn. Martin tin rằng máy ảnh và DSi Shop không biện minh cho việc phải mua DSi khi ra mắt, nhưng theo sự đồng thuận chung, đã nhìn thấy tiềm năng trong chính phần mềm của máy.
Douglas Rankine của Wired UK và McKinley Noble của GamePro nghĩ rằng các trò chơi Nintendo DS trước đây đã được hồi sinh với màn hình lớn hơn của Nintendo DSi XL; các trò chơi như Scribblenauts và The World Ends with You được hưởng lợi từ độ chính xác của màn hình cảm ứng và mức độ dễ đọc của văn bản tương ứng. Mike Jackson của CVG lập luận rằng màn hình lớn hơn, khiến cho độ phân giải không thay đổi, có lẽ sẽ ít được chú ý hơn đối với nhân khẩu học cũ mà XL lấy làm chủ đạo trong thiết kế. Tuy nhiên, Jackson, Scott Lowe và Chris Burke của IGN đồng ý màu sắc rõ ràng và sống động của máy bù đắp đáng kể cho việc độ phân giải không thay đổi. Carol Mangis của PC Magazine nghĩ rằng các gia đình muốn chia sẻ thiết bị cầm tay giữa các thành viên nên xem xét DSi XL, nhưng màn hình lớn hơn không đủ khuyến khích các chủ sở hữu DSi hiện tại nâng cấp. Lowe, Burke, Jackson và Bakalar kết luận mô hình DSi lớn hơn không phải là một bản nâng cấp thiết yếu; Jackson giải thích "nếu bạn có xu hướng không mang theo bên mình và chỉ có xu hướng sử dụng máy ở nhà, thì DSi XL là lựa chọn tốt hơn".